# کامپانیانو دی روما
کامپانیانو دی روما (به ایتالیایی: Campagnano di Roma) یک کومونه در ایتالیا است که در استان رم واقع شده‌است.

## خصوصیات
کامپانیانو دی روما ۴۶٫۱ کیلومترمربع مساحت و ۹٬۶۳۹ نفر جمعیت دارد و ۲۷۰ متر بالاتر از سطح دریا واقع شده‌است.